# Сутички в Кобане (2024)
Сутички в Кобане 2024 року були частиною військової компанії проведеною протурецькою Сирійською національною армією (СНА) і турецькими ВПС проти Сирійських демократичних сил (СДС) після успішного наступу на Манбідж. Наступ було розпочато з метою захоплення міста Кобане, де більшість населення становлять курди, і позицій в районі Айн-ель-Араб на схід від Євфрату. Наступ розпочався з численних авіаударів по сільській місцевості Кобані та по греблі Тішрін, що стоїть на Євфраті між нещодавно захопленими територіями районів Манбідж та Айн-ель-Араб.

## Наступ
З 8 грудня 2024 року відбувалися сутички на мосту Кара-Козак автомагістралі М4 і греблі Тішрін, обох критично важливих переправах через Євфрат, в той час СДС стверджують, що вбили десятки бійців СНА.
Починаючи з 9 грудня, Сирійська національна армія завдавала ударів з безпілотників по греблі Тішрін, що призвело до серйозних пошкоджень її інфраструктури з генерування електроенергії. Атака частково вивела об'єкт з ладу, спричинивши масштабні відключення електроенергії в численних населених пунктах, які залежать від греблі. Персонал греблі опинився в пастці через бойові дії, що точилися довкола, що призвело до термінових закликів припинити всі бойові дії на греблі, зважаючи на її важливість як важливої цивільної інфраструктури в усьому регіоні. 9 грудня 11 бійців Демократичних сил також загинули внаслідок удару турецького безпілотника по позиціях сил біля мосту Каркзак на схід від Манбіджа.
Кобане, Айн Іса, Зорміксар, пагорб Беркель, пагорб Міштенур, а також міст Керекозакс і прилеглі позиції були обстріляні з БПЛА того ж дня. Троє бійців внутрішньої безпеки СДС загинули в результаті удару безпілотника по мосту в Керекозаксі. Двоє дітей було вбито з важкого озброєння в селі Кон Ефтар на околиці Кобане.
Авіаудари супроводжувалися наземними операціями підтримуваних Туреччиною угруповань з метою вивести греблю з-під контролю Сирійських демократичних сил і перетнути її в районі Айн ель-Араб, що, за повідомленнями, призвело до загибелі десятків військовослужбовців СДС і знищення кількох їхніх транспортних засобів.
Також 11 грудня шість бійців військової ради Манбіджу при підтримці СДС загинули внаслідок удару турецького безпілотника біля мосту Каркзак, на південь від Айн-ель-Араба. Літня жінка загинула, а її онук отримав поранення після того, як їхній цивільний автомобіль був обстріляний з кулемета, коли вони перетинали міст, щоб повернутися додому в Манбідж.
12 грудня Сирійська обсерваторія з прав людини (SOHR) повідомила, що ЗС Туреччини та оперативна група «Світанок свободи» розпочали інтенсивні атаки на греблю Тішрін із застосуванням важкого озброєння, такого як танки і безпілотники. SOHR попередила, що атаки можуть спричинити руйнування греблі і призвести до значної гуманітарної кризи. Того ж дня було оголошено перемир'я за посередництва США.
14 грудня дипломатичні зусилля за посередництва міжнародної коаліції, спрямовані на встановлення режиму припинення вогню між протурецькими силами та Демократичними силами Сирії, зазнали краху. Після зриву переговорів місцеві джерела повідомили, що турецькі і підтримувані Туреччиною сили ініціювали значну військову мобілізацію навколо стратегічних об'єктів, зокрема біля мосту Каркозак і вздовж кордонів Кобане на сирійсько-турецькому кордоні.
Іракські та сирійські експерти підтвердили появу тріщин у головній стіні Тішрінської греблі після безперервних військових бомбардувань греблі і попередили про зростаючу ймовірність прориву греблі, якщо військові дії в цьому районі триватимуть. Експерти прогнозують, що прорив може спричинити кілька хвиль заввишки до семи метрів, які можуть потрапити в Ірак і знищити кілька річкових поселень у провінції Аль-Анбар.
Пізніше у грудні 2024 року угруповання, підтримувані Туреччиною, оголосили, що припиняють перемир'я з угрупованнями, підтримуваними США, такими як СДС. В одній з новин зазначалося: «СНА, що об'єднує кілька озброєних угруповань, повідомила в понеділок Демократичним силам Сирії, що вони повертаються до «стану бойових дій проти нас», - повідомило одне з джерел Al-Monitor. Джерела повідомляли, що переговори між СДС і СНА «провалилися» і спостерігається «значне нарощування військової присутності» в районах на схід і захід від курдського міста Кобане на кордоні з Туреччиною».
17 грудня 2024 року перемир'я було продовжено ще на тиждень. 
18 грудня 2024 року підтримувані Туреччиною угруповання порушили режим припинення вогню і спробували вторгнутися на територію СДС, вторгнення зазнало невдачі: 21 боєць СНА загинули у зіткненнях, п'ятеро членів СНА також були захоплені в полон.
З початку грудня в ході операції «Світанок свободи» в результаті турецьких авіаударів загинули 20 бійців Демократичних сил Сирії, 15 колишніх солдатів сирійської армії і 16 цивільних осіб.
Крім того, двоє курдських журналістів загинули в результаті турецького авіаудару по їхньому автомобілю в селі Айн-ель-Араб.
21 грудня в результаті турецького авіаудару загинули п'ятеро мирних жителів. П'ятеро бійців СДС загинули внаслідок обстрілу турецькою артилерією позицій на греблі Тішрін.
22 грудня двоє мирних жителів загинули внаслідок турецького артилерійського обстрілу Кобане.